# Universidad católica

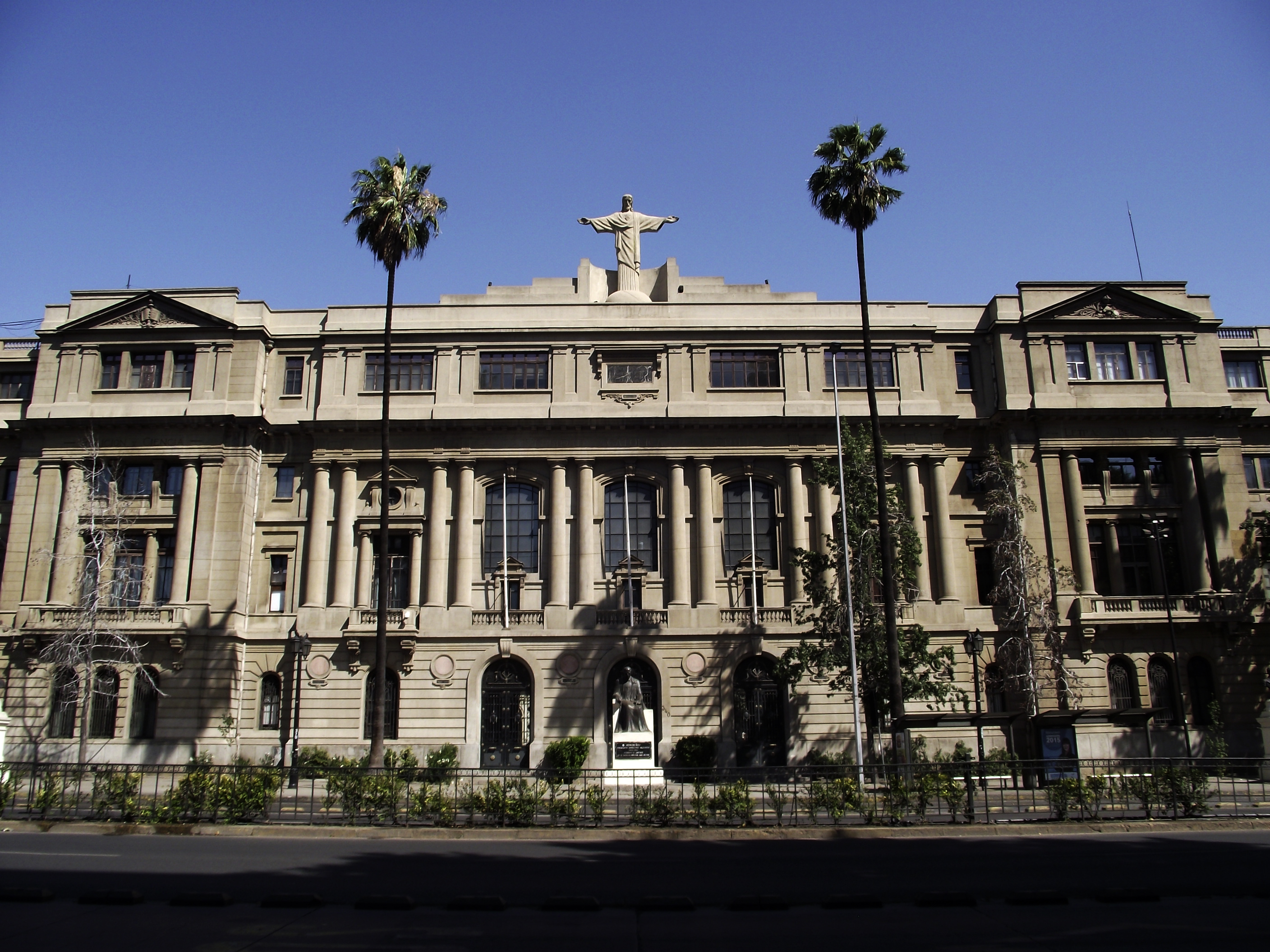
Casa Central de la Pontificia Universidad Católica de Chile, erigida por el Arzobispado de Santiago y aprobada por la Santa Sede

Una universidad católica es un tipo de universidad que forma parte de la estructura de la Iglesia católica. El Código de Derecho Canónico (CIC) reconoce la existencia de dos tipos de universidades en el seno de la Iglesia católica: la eclesiástica y la católica.
El mismo CIC no define precisamente lo que es una universidad católica, no obstante regula este tipo de instituciones en sus cánones 807 al 814. La normativa vigente actualmente son los mencionados cánones más la constitución apostólica Ex Corde Ecclesiae promulgada por Juan Pablo II el 15 de agosto de 1990.

## Fundamentos y funcionamiento
De acuerdo al CIC, la Iglesia católica tiene el derecho a erigir y manejar universidades. La universidad católica se dedica, a diferencia de la eclesiástica (centrada en el estudio de disciplinas eclesiásticas y las materias con ellas relacionada), principalmente a los estudios civiles, aunque el Canon 811 establece que debe haber en ella por lo menos un instituto o cátedra de Teología.
Existen muchas universidades católicas que son también eclesiásticas pues además de mantener facultades o institutos de estudios civiles, también mantienen facultades de Derecho Canónico, Filosofía y Teología. Claros ejemplos de esto son la Pontificia Universidad Católica Madre y Maestra, la Pontificia Universidad Católica Argentina, la Universidad Católica de la Santísima Concepción y la Universidad Pontificia Bolivariana.
Por otro lado existen muchas universidades católicas que no son eclesiásticas pues no tienen las facultades de Derecho Canónico, Filosofía y Teología, que son necesarias para funcionar como tales. En ese sentido podemos encontrar la Universidad Católica de Temuco.

## Tipos de universidades católicas

### Universidades católicas erigidas o aprobadas por la Santa Sede
Son aquellas que son erigidas o aprobadas como tales por la Santa Sede, o por una conferencia episcopal, o por un arzobispo u obispo diocesano, de acuerdo con las normas aprobadas por la Santa Sede. La gran mayoría de estas instituciones, aunque son erigidas por aquella y reconocen como autoridad máxima al papa, son puestas bajo la administración de la arquidiócesis o diócesis del lugar en que se encuentra su sede principal. De esta manera su autoridad directa e inmediata es el diocesano del lugar, quien ostenta la autoridad máxima de estos planteles ejerciendo el cargo de Gran Canciller. No obstante hay otras que dependen directamente de la Santa Sede.
Como signo de un más estrecho vínculo con la Iglesia, a una universidad católica le puede ser concedido, por la Congregación de Seminarios e Institutos de Estudios, el título honorífico de Pontificia. Esto sólo sucede en casos excepcionales y cuando la universidad tiene una larga tradición académica. Solo hay 19 en el mundo, lo que es el caso de la Pontificia Universidad Católica de  Paraná, Pontificia Universidad Católlica de Minas Gerais, Pontifícia Universidad Católica de São Paulo, Pontificia Universidad Católica de Rio de Janeiro, Pontificia Universidad Católica de Campinas, Pontificia Universidad Católica de Goiás, Pontificia Universidad Católica del Rio Grande do Sul, Pontificia Universidad Católica de Chile, Pontificia Universidad Católica de Valparaíso, Pontificia Universidad Católica del Perú, Pontificia Universidad Católica del Ecuador, Pontificia Universidad Javeriana, Universidad Católica Andrés Bello, Universidad Católica Santa Rosa, Universidad Católica Cecilio Acosta, Universidad Católica del Táchira, Universidad Pontificia Bolivariana, Universidad Pontificia de Santo Tomás de Aquino (Angelicum), Universidad Pontificia Gregoriana, Universidad Pontificia Comillas, Universidad Católica de Honduras o la Pontificia Universidad Católica Madre y Maestra. Su orgánica funcional no difiere de las simplemente llamadas universidades católicas.
Las que no portan el título honorífico de pontificia son simplemente llamadas universidades católicas, como por ejemplo la Universidad Católica del Maule que depende de la diócesis de Talca en Chile, la Universidad Católica del Norte, dependiente de la arquidiócesis de Antofagasta, la Universidad Católica de Costa Rica que depende de la Conferencia Episcopal Nacional en Costa Rica, la Universidad Católica del Trópico Seco que depende de la diósesis de la ciudad de Estelí en Nicaragua, o la Universidad Eclesiástica San Dámaso que depende de la Archidiócesis de Madrid, en España.

### Universidades católicas establecidas por otros organismos eclesiásticos
También son católicas las universidades que dependen o son administradas por un instituto religioso u otra persona jurídica, que acepta en sus estatutos o documento equivalente todo lo prescrito en relación con las universidades católicas. Este es el caso de muchas universidades mantenidas por órdenes religiosas, como por ejemplo los jesuitas, salesianos, etc. Al ser administradas por institutos religiosos estas universidades no dependen de la arquidiócesis o diócesis donde están erigidas y quien ostenta la autoridad superior directa en estos planteles, también ejerciendo el cargo de Gran Canciller, es el superior local del instituto religioso del cual dependen, y no el diocesano del lugar. Ejemplos de este tipo de planteles son la Universidad Católica de Colombia y la Universidad Católica Silva Henríquez, universidad chilena de propiedad de la congregación salesiana.
Este tipo de planteles, al igual que las universidades católicas establecidas por la Santa Sede, también pueden recibir el título honorífico de pontificia, como ocurre por ejemplo con la Pontificia Universidad Javeriana de Colombia, que pertenece a la Compañía de Jesús.

### Universidadescatólicas de inspiración
Son católicas también aquellas universidades que se definen como "católica de inspiración" en razón de un compromiso institucional hecho por las autoridades responsables de la institución. El establecimiento de una universidad de esta índole debe recibir la aprobación del diocesano local y las autoridades deben informar de su estado académico y especialmente, acerca de sus actividades pastorales y su identidad católica al arzobispo u obispo de la diócesis en que está la sede principal de la institución.
Un claro ejemplo de este tipo de institución es la Universidad Alberto Hurtado perteneciente a la Compañía de Jesús.

### Universidades católicasde sentido lato

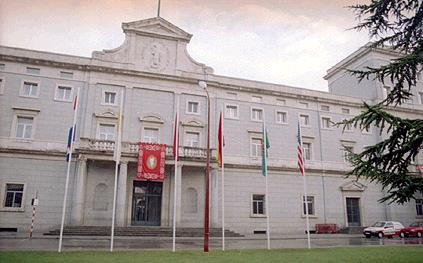
Fotografía de la sede de la Universidad de Navarra

Además de las universidades católicas de iure anteriormente señaladas, existen universidades católicas en sentido lato. Aunque estas universidades contribuyen a la gestión educadora y evangelizadora de la Iglesia católica, estas no están vinculadas formalmente a la autoridad eclesiástica, ni a persona jurídica eclesiástica pública, que ni las crea, ni las erige, ni las gobierna, ni las gestiona ni directa ni indirectamente.
Este tipo de instituciones tienen que conformarse con los requisitos sustanciales que identifican la naturaleza y misión de la universidad católica, lo que en cierto modo las pone bajo el control de la autoridad eclesiástica, que tiene el deber de velar por la autenticidad de las escuelas católicas para que los fieles sepan sin error a quiénes confían su educación.
Como ejemplo de este tipo de universidades se puede observar el caso de algunas con lazos con el Opus Dei como puede ser la Universidad de Navarra, la Universidad de Los Andes, o la Universidad Panamericana.

## Actualidad
A lo largo de todo el mundo, la Iglesia católica mantiene una gran cantidad de estas universidades, las cuales cumplen con los fundamentos de su establecimiento. En la actualidad las universidades católicas imparten una gran cantidad de programas de pregrado y posgrado en las áreas de las ciencias sociales y ciencias exactas.